# Орта-Баксан
Орта́-Бакса́н (укр. Орта-Баксан, крымскотат.  Orta Baqsan) — исчезнувшее село в Белогорском районе Республики Крым, объединённое с селом Баксан, сейчас примерно, средняя часть современного села Межгорье.

## История
Вероятно, изначально Орта-Баксан представлял собой просто часть (кесек), либо приход мечети (маале) селения Баксан — такое «административное» деление было характерно для больших крымских деревень времён Крымского ханства. Эта особенность была зафиксирована в первом документальном упоминании селения в Камеральном Описании Крыма… 1784 года, согласно которому, в последний период ханства в Аргынском кадылыке Карасьбазарского каймаканства значились 3 деревни: Ашаги Бахсан, Бахсан и Юкары Бахсан — по контексту, просто Бахсан и был Орта-Баксаном (то есть «средним Бахсаном»). В дальнейшем в документах они учитывались, как отдельные. После присоединения Крыма к России (8) 19 апреля 1783 года, на территории бывшего Крымского ханства именным указом Екатерины II сенату от (8) 19 февраля 1784 года была образована Таврическая область, а деревня была приписана к Симферопольскому уезду. После реформ Павла I, с 1796 по 1802 год, деревня входила в Акмечетский уезд Новороссийской губернии. По новому административному делению, после создания 8 (20) октября 1802 года Таврической губернии, Баксаны были включены в состав Аргинской волости Симферопольского уезда.
В Ведомости о всех селениях в Симферопольском уезде состоящих с показанием в которой волости сколько числом дворов и душ… от 9 октября 1805 года, записан Орта-Баксан с 24 дворами и 198 жителями, все исключительно — крымские татары. На военно-топографической карте генерал-майора Мухина 1817 года обозначена деревня Орта-Баксан с 52 дворами. После реформы волостного деления 1829 года, согласно «Ведомости о казённых волостях Таврической губернии 1829 года», в составе преобразованной Аргинской волости, числился Орта-Баксан. На карте 1842 года обозначен обозначен один Баксан со 100 дворами.
В 1860-х годах, после земской реформы Александра II, деревни приписали к Зуйской волости. В «Списке населённых мест Таврической губернии по сведениям 1864 года», составленном по результатам VIII ревизии 1864 года, фигурирует владельческая татарская деревня Орта-Баксан — с 11 дворами, 50 жителями, 2 мечетями и черепичным заводом при речке Бурульче. По обследованиям профессора А. Н. Козловского начала 1860-х годов, селение «располагалось возле реки Бурульчи и имело родники и ручьи с окружающих гор». На трёхверстовой карте Шуберта 1865—1876 года опять значится одна деревня Баксан — с 26 дворами. На 1886 год в деревне Орта Баксан, согласно справочнику «Волости и важнѣйшія селенія Европейской Россіи», проживало 166 человек в 36 домохозяйствах, действовали мечеть и 3 черепичных завода. В «Памятной книге Таврической губернии 1889 года», включившей результаты Х ревизии 1887 года, записан Ортал-Юхары-Баксан с 84 дворами и 430 жителями.
После земской реформы 1890-х годов деревня осталась в составе преобразованной Зуйской волости. На верстовой карте 1890 года вновь обозначена одна деревня Баксан со 170 дворами и татарским населением. Согласно «…Памятной книжке Таврической губернии на 1892 год», в деревне Орта-Баксан, входившей в Аргинское сельское общество, числилось 318 жителей в 44 домохозяйствах, владевших совместно ещё и с жителями деревень Ашага-Баксан, Юхары-Баксан, Конрат и Кайнаут 455 десятинами земли. По «…Памятной книжке Таврической губернии на 1902 год», в Орта-Баксане числилось 319 жителей в 44 домохозяйствах. По Статистическому справочнику Таврической губернии. Ч.II-я. Статистический очерк, выпуск шестой Симферопольский уезд, 1915 год, в деревне Орта-Баксан Зуйской волости Симферопольского уезда числилось 45 дворов с татарским населением в количестве 290 человек приписных жителей и 29 — «посторонних», из которых 140 мужчин и 150 женщин. Жители владели 1962 десятинами удобной земли. В хозяйствах имелось 40 лошадей, 38 волов, 36 коров и 290 голов мелкого скота.
После установления в Крыму Советской власти, по постановлению Крымревкома от 8 января 1921 года была упразднена волостная система и село вошло в состав вновь созданного Карасубазарского района Симферопольского уезда, а в 1922 году уезды получили название округов. 11 октября 1923 года, согласно постановлению ВЦИК, в административное деление Крымской АССР были внесены изменения, в результате которых округа ликвидировались, Карасубазарский район стал самостоятельной административной единицей и село включили в его состав. Согласно Списку населённых пунктов Крымской АССР по Всесоюзной переписи 17 декабря 1926 года, в селе Орта-Баксан, Баксанского сельсовета Карасубазарского района, числилось 86 дворов, из них 85 крестьянских, население составляло 402 человека, из них 389 татар, 6 греков, 5 русских, 2 армянина, действовала татарская школа. После образования 10 июня 1937 года Зуйского района Орта-Баксан, вместе с сельсоветом, включили в его состав. Видимо, объединение в одно село произошло в 1930-е годы: уже в материалах всесоюзной переписи населения 1939 года фигурирует один Баксан с населением 705 человек.

### Динамика численности населения
| - 1805 год — 198 чел. - 1864 год — 50 чел. - 1886 год — 166 чел. - 1889 год — 460 чел.. | - 1892 год — 318 чел. - 1902 год — 319 чел. - 1915 год — 290/29 чел. - 1926 год — 402 чел. |